# 曼杜里
曼杜里是巴西圣保罗州的一个市镇。总面积228.866平方公里，总人口9006人，人口密度39.4人/平方公里。